# Гойтхский перевал
Гойтхский перевал — горный перевал в Краснодарском крае России, в западной части Главного Кавказского хребта.
Высота достигает 336 м. Через перевал проходят железные и шоссейные дороги из Майкопа и Белореченска до Туапсе. Под перевалом пролегает Гойтхский тоннель.